# Psique reanimada por el beso del amor
Psique reanimada por el beso del amor, también llamada El amor de Psique o El beso, es un grupo escultórico de mármol blanco realizado a finales del siglo XVIII por el artista italiano Antonio Canova. Representa la interpretación socrática del impulso de Eros (el Amor), la función dinamizada de unir cuerpo y alma sirviéndose de estímulos sensoriales e intelectuales que ensalzan la pasión amorosa. Existen dos versiones de la obra, una expuesta en el Museo del Louvre en París y otra en el Museo del Hermitage de San Petersburgo.

## Historia

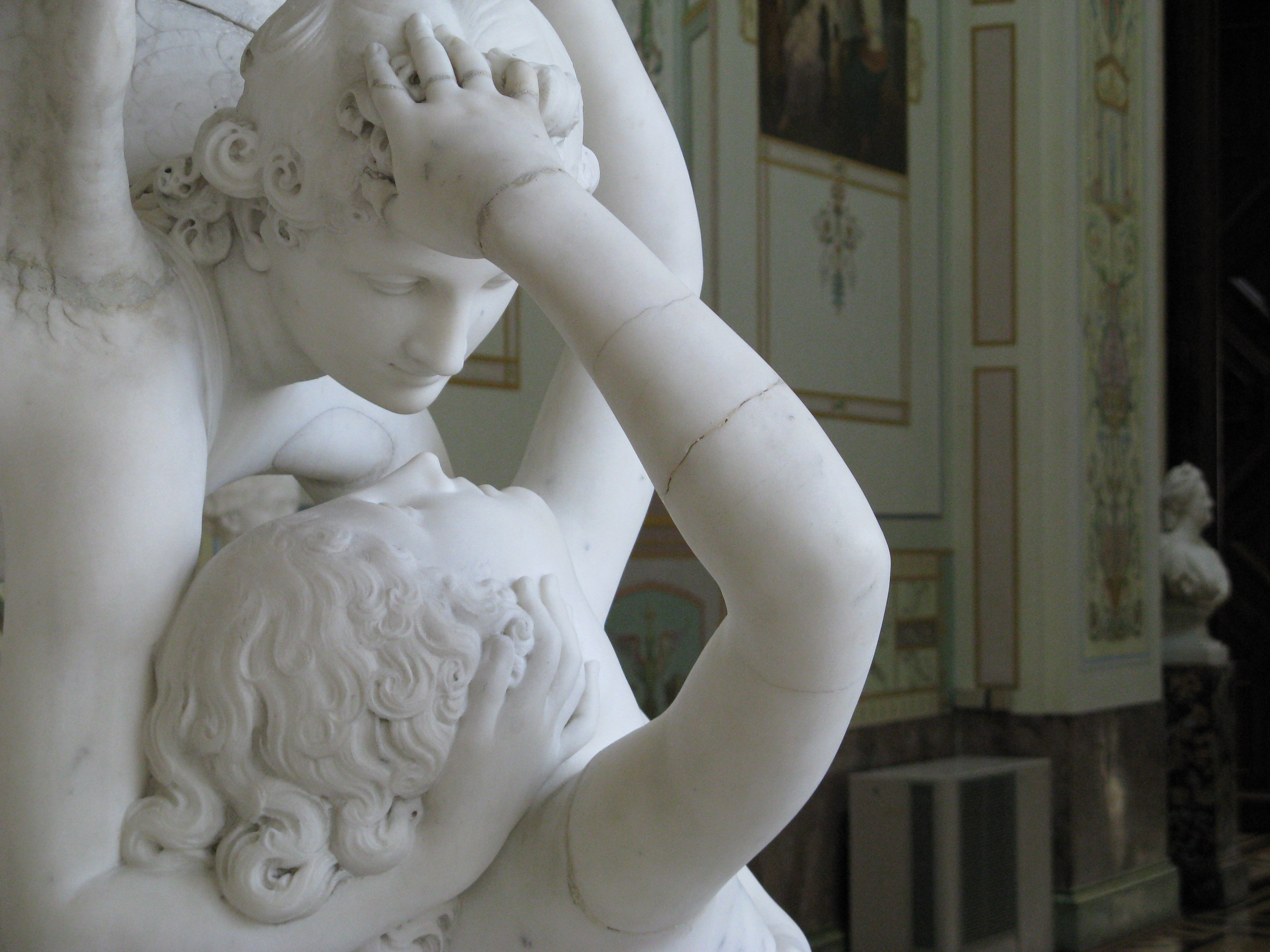
Primer plano de la escultura expuesta en el museo del Hermitage

La escultura fue elaborada en 1787, pero no fue terminada hasta 1793 por el considerado mejor escultor neoclásico, Antonio Canova (Possagno, Italia, 1 de noviembre de 1757 - Venecia, 13 de octubre de 1822), por encargo del coronel británico John Campbell (Lord Cawdor) en 1787, aunque acabó siendo adquirida por el marchante y coleccionista holandés Henry Hoppe en 1800, y después acabó en manos del rey de Nápoles y cuñado de Napoleón, Joaquín Murat, que la adquirió para mostrarla en su castillo. La segunda versión de la obra, un encargo del nombre ruso Nikolai Yusúpov, fue terminada en 1796 y actualmente se exhibe en el Museo del Hermitage de San Petersburgo.
Es una de las seis versiones de la leyenda de Eros y Psique, inmortalizada por Apuleyo en su Metamorfosis (El Asno de Oro), que creó Antonio Canova.
Actualmente la pieza se exhibe en el Museo del Louvre de París, Francia.

## Mitología
Esta escultura representa la historia amorosa de Psique y Eros de La Metamorfosis de Apuleyo. Afrodita envidiaba a Psique, una joven bellísima, por lo cual envió a su hijo Eros para que le lanzara una flecha y se enamorara del hombre más repugnante del reino. Los planes de Afrodita salieron mal, ya que su hijo se enamoró de Psique y desechó la flecha. Eros, conocedor del carácter de su madre, decide ocultar a su querida en la oscuridad y esta a pesar de no poder ver su rostro se enamora de él. Un día, la joven no pudo aguantar más las ganas de ver el aspecto de Eros, por lo que encendió una lámpara, cayendo de esta una gota de aceite que quemó el rostro de su amado. Eros, guiado por el enfado, decide abandonar a Psique e irse lejos. La joven no estaba dispuesta a perderlo y lo busca desesperadamente hasta acabar en el infierno (el Hades), donde abre un cofre con sueño estigio (un vapor que sume en la amnesia a los muertos cuando llegan al Hades) y queda en coma. Eros, aún enamorado, voló en busca de su amada y al encontrarla, con un beso logró limpiar dicho sueño de sus ojos. Ambos prometieron no alejarse jamás el uno del otro y fueron felices para siempre.